# Wennigser Wasserräder
Die Wennigser Wasserräder sind Miniaturwassermühlen in Wennigsen am Feldberg im Deister. Rund 2 km vom Deisterrand und 3,5 km entfernt vom Annaturm werden im Sommerhalbjahr alljährlich auf einer Länge von etwa 100 Metern über 20 Wassermühlenmodelle aufgebaut, die Motive der Fantasie-, Märchen- und Sagenwelt darstellen und von der Wasserkraft eines stufenweise aufgestauten Wasserlaufs angetrieben werden.
Die Wasserräder im Landschaftsschutzgebiet Norddeister sind durch Print- und Rundfunk-Medien überregional bekannt und werden durch das Ressort „Naherholung“ der Region Hannover als Touristenattraktion und „bekanntestes touristisches Ziel im Deister“ beworben.

## Geschichte

### Bergbau am Feldberg
Georg Egestorff, der im Deister bereits am Bröhn und Hülsebrink Steinkohlebergwerke betrieb, ließ ab dem Jahr 1836 am dazwischenliegenden Hang des Feldbergs zwei Stollen und drei Schächte abteufen. Die Förderung aus dem nur 33 cm mächtigen Flöz war wenig rentabel. Nach dem Absaufen der unteren Bereiche wurden 1901 die Schächte verfüllt und die oberirdischen Gebäude abgerissen.

### Erste Wasserräder

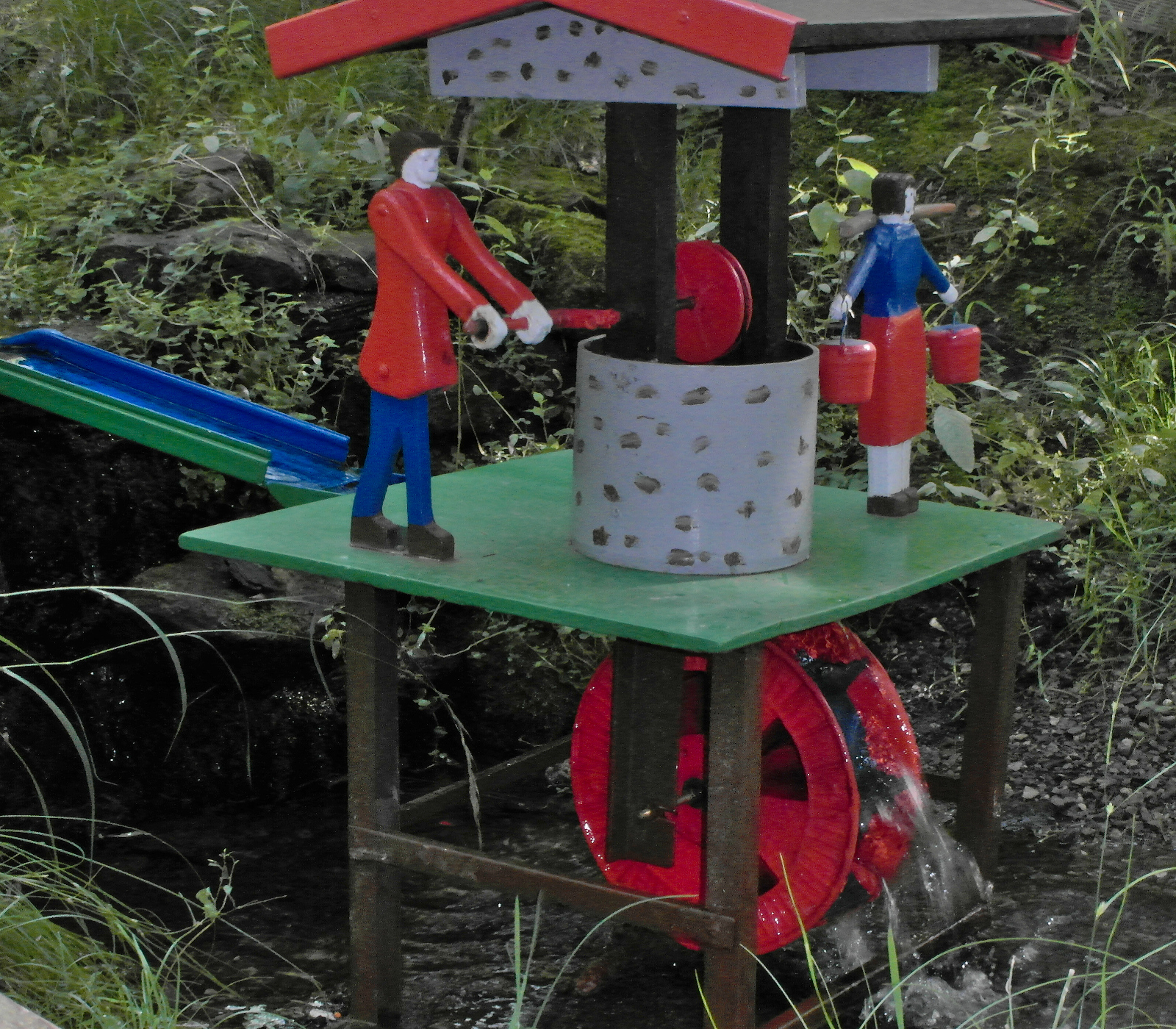
Der Brunnenkurbler war eines der frühen Modelle

Das aus einem ehemaligen Wetterstollen am Hang austretende Wasser floss zum Bruchbach zwischen dem Feldberg und dem Bröhn ab.
Am für die Gegend recht steilen Berghang errichteten Kinder die ersten kleinen Dämme und Wasserspielzeuge. Inspiriert von diesen Anfängen wurde die Idee 1957 von fünf Männern aufgegriffen und in Eigenregie weiterentwickelt.
Der zum Errichten eines kleinen Stauteichs und zur Bachufergestaltung benötigte Ton wurde vom Rattenbach, dem Abschnitt des Mühlbachs zwischen dem späteren Wasserpark Wennigsen und der Oberen Mühle, geholt.
Am Bach wurde eine Vielzahl von kleinen Modellen aufgebaut. Der Verschönerungsverein beteiligte sich durch das Sammeln von Spenden für die Instandhaltung.
Vor der Saison 1961 fielen die Modelle in einer einzigen Nacht Vandalismus zum Opfer.
Verschönerungsverein und Bastler gaben daraufhin die Wasserräder auf.

### Neustart

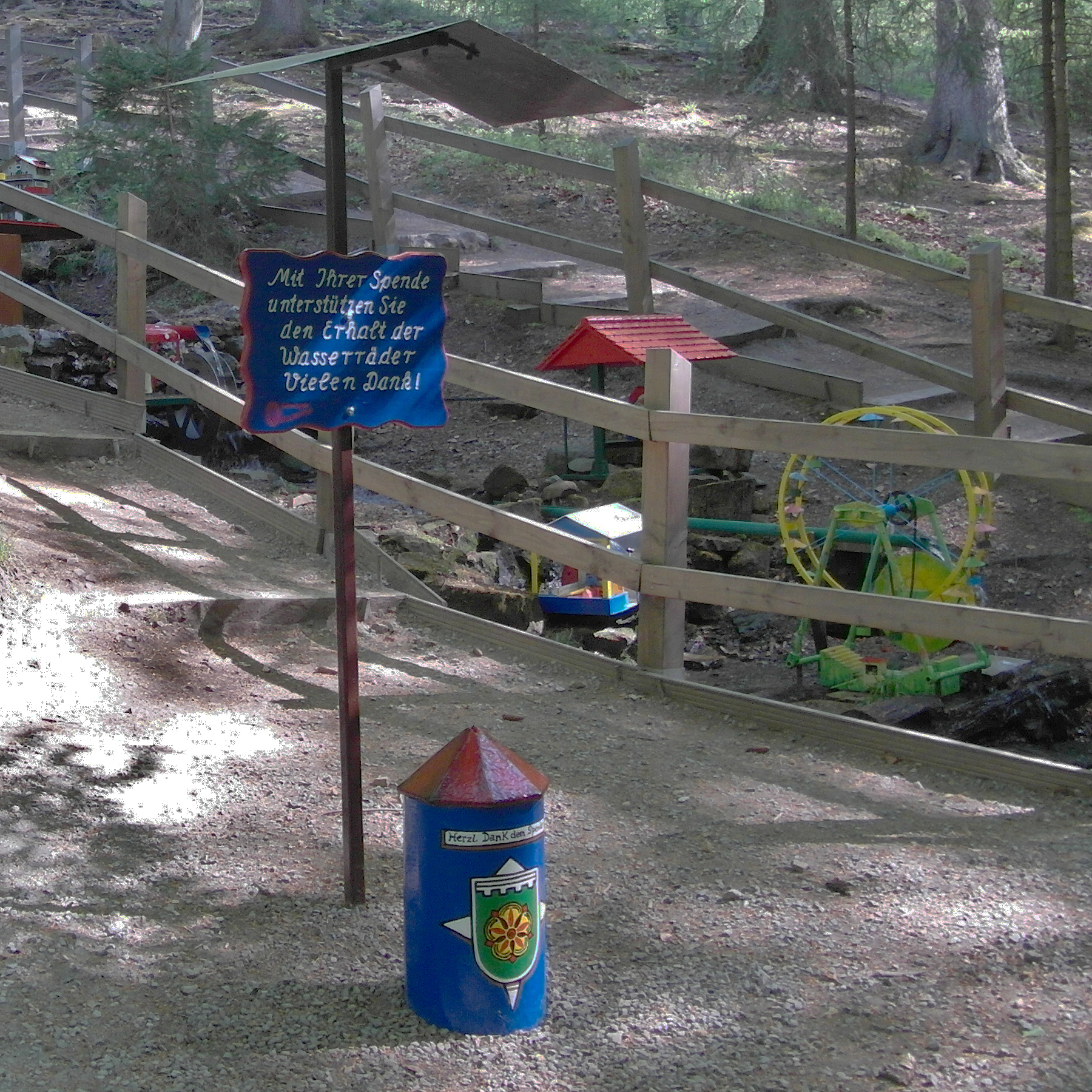
Bis 2013 gab es die etwa 50 Jahre alte Sammeldose am Eingang

Im Herbst 1962 wurde ein Volkshochschulkurs eingerichtet, der sich der Erhaltung der Wasserräder widmete und bis 1977 angeboten wurde.
Auch die alten Bastler beteiligten sich wieder. Die Wasserräder bestanden nun aus weniger, dafür aber meist größeren Modellen. Einige davon werden mit vielfacher Instandsetzung seit Jahrzehnten immer wieder aufgebaut.
Die Volkshochschule sammelte unter anderen mit einer fest installierten Spendendose Geldspenden für die Bastelarbeiten.
Der zuständige Förster unterstützte die Wasserräder durch den Ausbau und die Instandhaltung der Wege und Geländer um das Gelände.
Durch Wegzug des Initiators endete die Unterstützung durch die Volkshochschule 1977.

### Verein
Der neu gegründete Verein „Bastlergemeinschaft der Wennigser Wasserräder e.V.“ übernahm 1977 die Betreuung der Wasserräder. Der eingetragene Verein wurde 1997 als gemeinnützig anerkannt.
Die Gemeinde Wennigsen überließ dem Verein über die Jahre wechselnde Räumlichkeiten für Winterlager und Instandsetzung der Modelle.
2007 kam es nach längerer Zeit wieder einmal zu Vandalismus an den Wasserrädern.
Im Jahr 2005 war erstmals eine Patenschaft für ein Modell vergeben worden, als die Ortsfeuerwehr Evestorf die Instandsetzung der Bockwindmühle übernahm.
2008 wurde eine Kooperation mit der Werkstattschule Hannover eingegangen.

## Beschreibung

### Infrastruktur
Bei den Wasserrädern wurden eine Schutzhütte, Sitzgelegenheiten und ein immer wieder reparaturbedürftiges großes Schaukelpferd aufgebaut. Der Bachlauf ist mit einem einfachen Holzgeländer umzäunt.
Im Jahr 2004 wurde das Geländer mit einer Gesamtlänge von 140 Metern erneuert.
Ein Wintersturm führte im Januar 2006 dazu, dass die Schutzhütte sowie das Sicherheitsgeländer infolge umstürzenden Baumbestands stark beschädigt wurde. Ein Jahr später folgten Schäden am Geländer durch den Orkan Kyrill.
Durch einen im Januar 2018 beim Orkantief Friederike umstürzenden Baum wurde die Schutzhütte abermals beschädigt und danach abgebrochen.

### Modelle

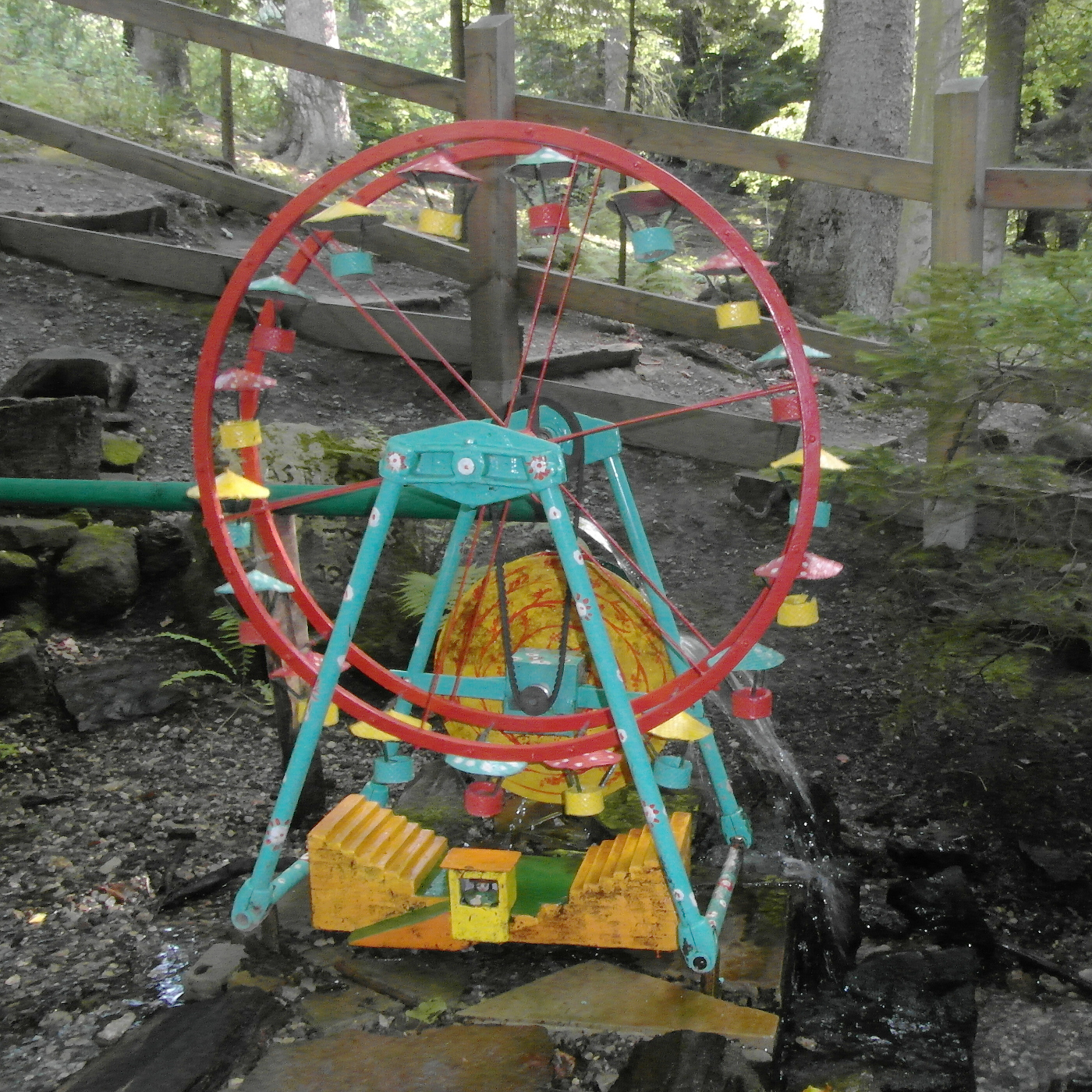
Das Riesenrad, meist das Modell ganz vorn

Zu den älteren Modellen, die seit Anfang der 1960er Jahre existieren, zählen ein Feuerwehrmodell von Hermann Hagedorn, die Gondelbahn, der Radarturm des Deister, der Sessellift, das Schneewittchen-Modell sowie „Wilkenings Ruh“ von Wilhelm Lauenstein und die Ritterburg von Otto Schindler und Hugo Tatar. Das Kettenkarussell sowie die Deisterschmiede gehen gar auf die späten 1950er Jahre zurück.
Weitere der aufgestellten Modelle stammen aus der Mitte der 1970er Jahre, beispielsweise stammt das Modell „Wiese mit Tieren“ aus dem Jahr 1974. Ausgewählte Modelle werden zeitweise als Anschauungsobjekte u. a. in Hannover, beispielsweise beim dortigen Entdeckertag der Region Hannover, oder zur 800-Jahr-Feier der Gemeinde Wennigsen sowie der Wennigser Wirtschafts- und Gewerbeschau ausgestellt. Im Laufe der Jahrzehnte sind immer wieder neue Modelle entstanden, während andere nicht mehr aufgestellt wurden.
Die Modelle entstehen teils in mehrjähriger, bis zu 400-stündiger Entwicklungs- und Bauzeit. Bei Auf- und Abbau besteht eine Zusammenarbeit mit dem Technischen Hilfswerk Springe, der Freiwilligen Feuerwehr Evestorf sowie der Werkstattschule Hannover. Einige Modelle waren mit Glockenspielen ausgestattet.
In Deisterschmiede und Hammerwerk betätigen Exzenter kleine Hämmer.
In den frühen Jahren waren die Modelle vor allem aus vielfach lackiertem Holz und Blech gebaut. Um die Jahrtausendwende kamen vermehrt Kunststofffiguren und -mechaniken in Gebrauch. Seit Anfang 2018 verfügen die Bastler über einen 3D-Drucker. Damit können neue Figuren schneller und leichter hergestellt werden.

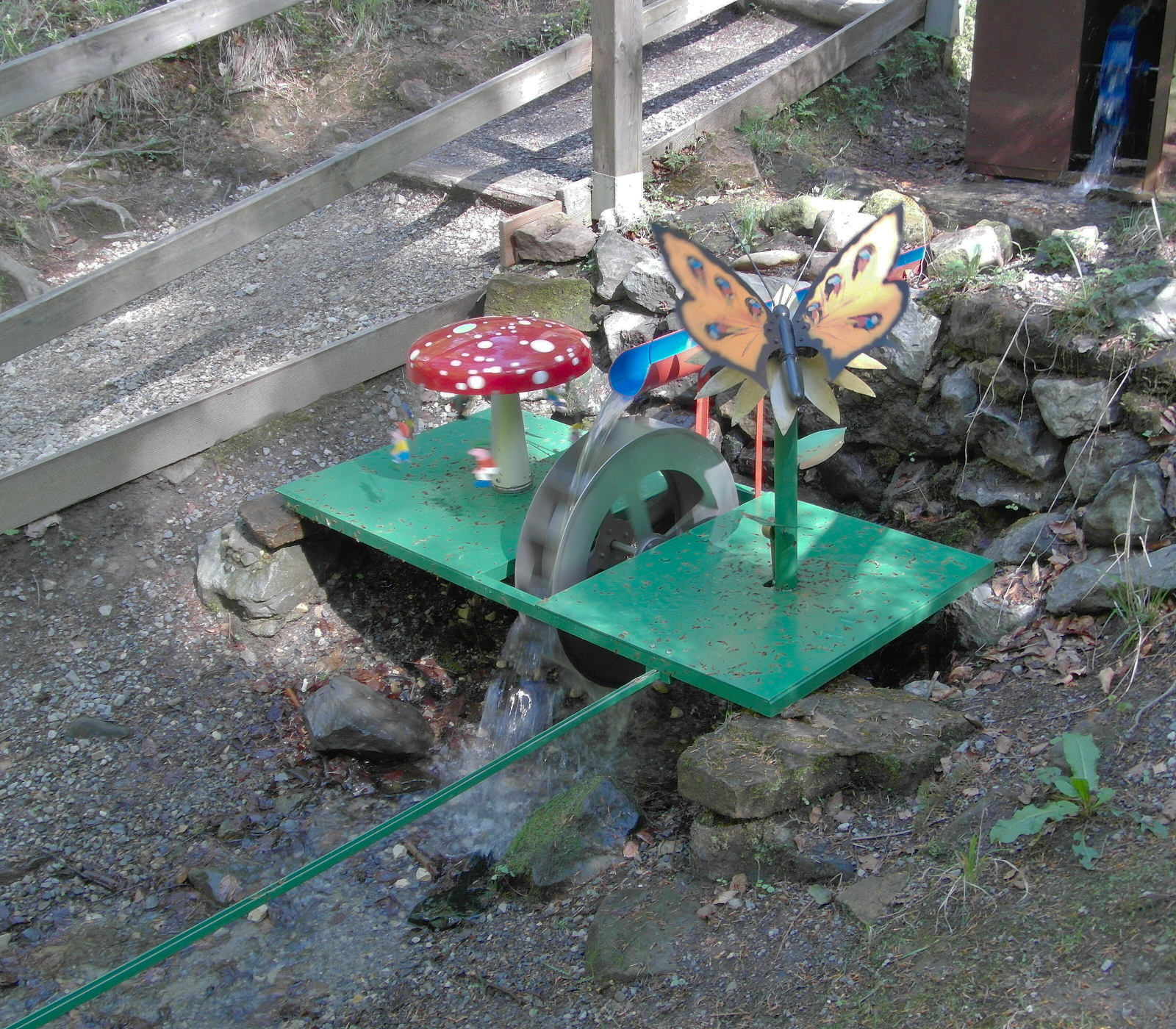
Kettenkarussell und Schmetterling

#### Kettenkarussell
Das Kettenkarussell existiert seit den späten 1950er Jahren. Es war im Jahr 1999 erstmals nach längerer Pause wieder zu sehen.
Sein Wasserrad treibt außer dem Karussell auch die Flügel eines Schmetterlings und eine Schaukel an.

#### Deisterschmiede
Die Deisterschmiede gibt es seit den späten 1950er Jahren.

#### Hammerwerk
Das Hammerwerk wurde im Winter 1999/2000 instand gesetzt und im Winter 2003/04 überarbeitet.

#### Zwergenmühle
Die schon in den 1960er Jahren gezeigte Zwergenmühle gehört zu den frühen Modellen der Wasserräder.

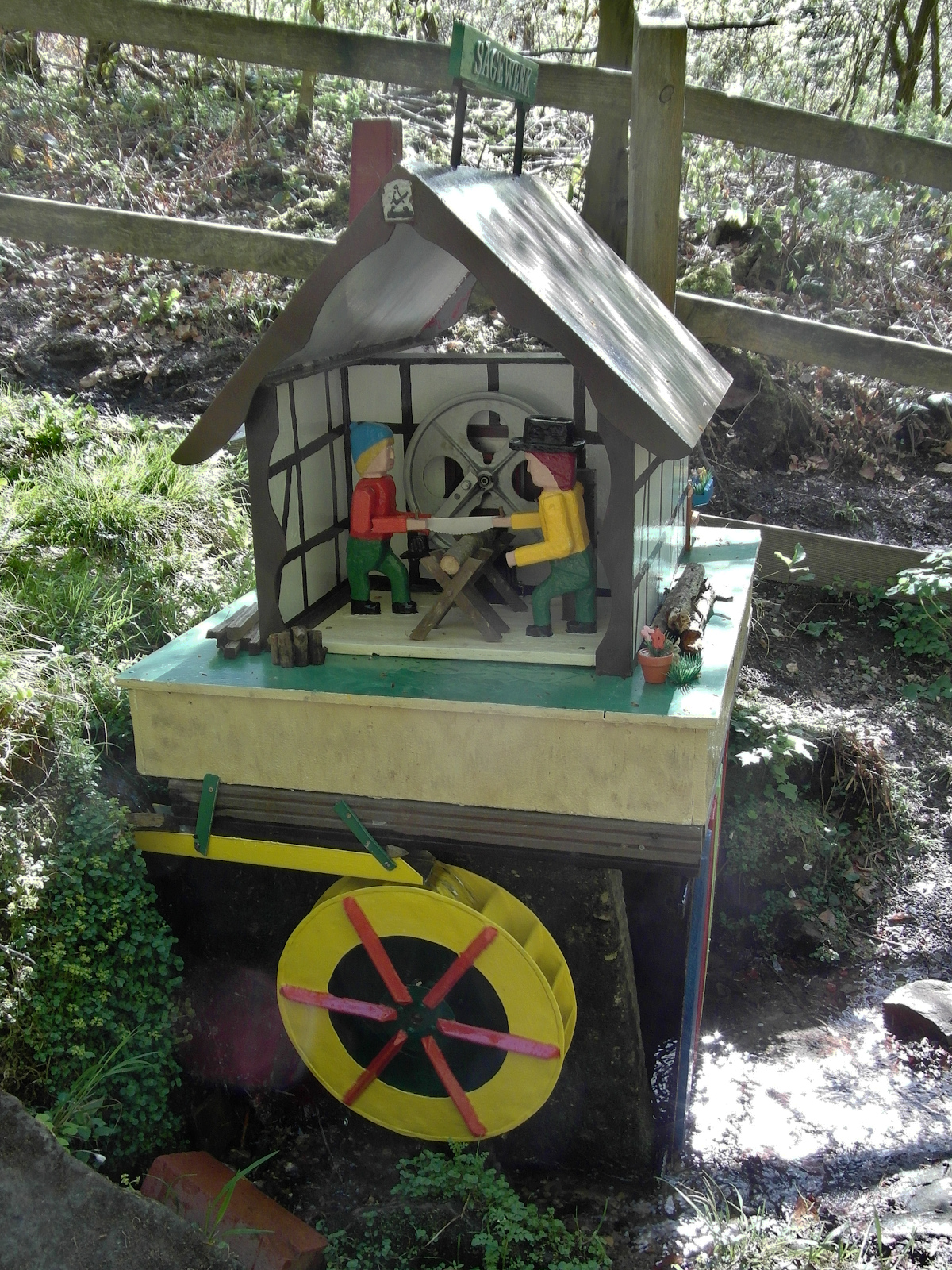
Sägewerk

#### Sägewerk
Das Modell Sägewerk wurde 2003 einer Restaurierung unterzogen. Im Winter 2009/10 wurde das Haus des Modells erneuert.

#### Schneewittchen-Modell
Beim Schneewittchen-Modell wurde im Winter 2002/03 die Figur der bösen Stiefmutter mit Apfel ergänzt.

#### Schornsteinfeger-Modell
Das Schornsteinfeger-Modell wurde im Winter 2007/08 um eine Wippe erweitert.

#### Witwe Bolte mit Max und Moritz
Das Modell, das Witwe Bolte mit Max und Moritz zeigt, war bereits in den 1960ern zu sehen. Im September 1999 wurde dieses Modell am Opernplatz in Hannover ausgestellt. Im Jahr 2007 wurde das Modell durch Vandalismus beschädigt.

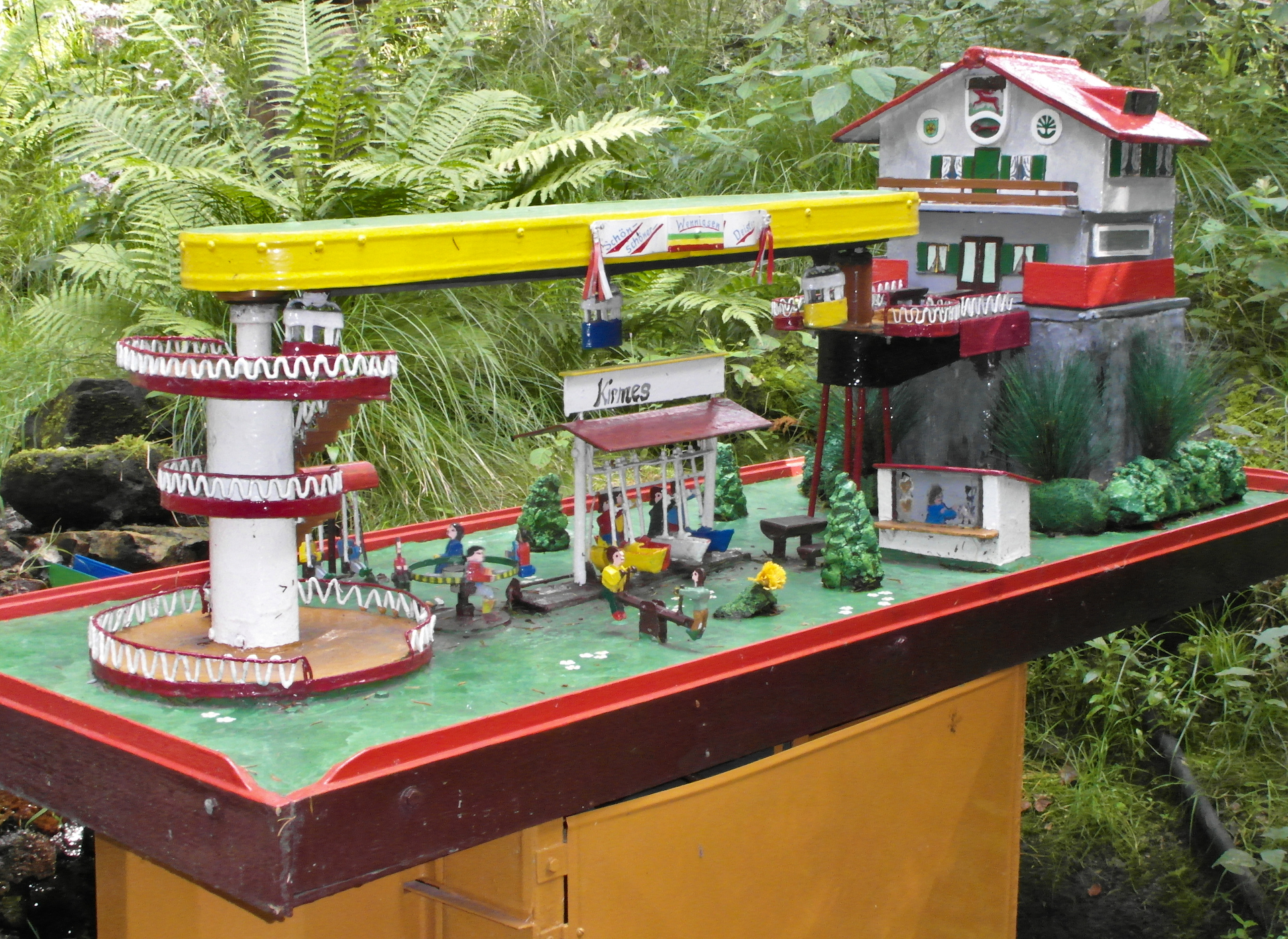
Gondelbahn

#### Gondelbahn
Die Gondelbahn stammt aus den frühen 1960er Jahren. Es war nach der Bockwindmühle das zweite Modell, für das eine Patenschaft gefunden werden konnte. Im Winter 2007/08 wurde das Modell von Schülern der Werkstattschule Hannover gewartet. Am 13. Juni 2008 wurde ein unbefristeter Kooperationsvertrag mit der Werkstattschule unterzeichnet, die sich weiterhin um die Gondelbahn kümmert. In der Saison 2011 kehrte das Modell nach vierjähriger Abwesenheit an den Bachlauf zurück. Für die Saison 2014 erhielt es ein neues Untergestell.

#### Feuerwehr-Modell
Das Feuerwehr-Modell fiel seit den späten 1960er Jahren durch in Intervallen aus mehreren Schläuchen auf die Betrachter spritzendes Wasser auf. Mitte der 1970er Jahre verschwanden diese recht viel Wasser verbrauchenden Details. Das dem Spritzenhaus Wennigsen nachempfundene Modell wird traditionell als oberstes an der Quelle des Bachlaufs platziert. Im Winter 2007/08 erhielt das Modell einen neuen Schlauchturm. Es wurde für die Saison 2003 neu angestrichen. Im Winter 2004/05 erhielt das Modell einen neuen Steigerturm.

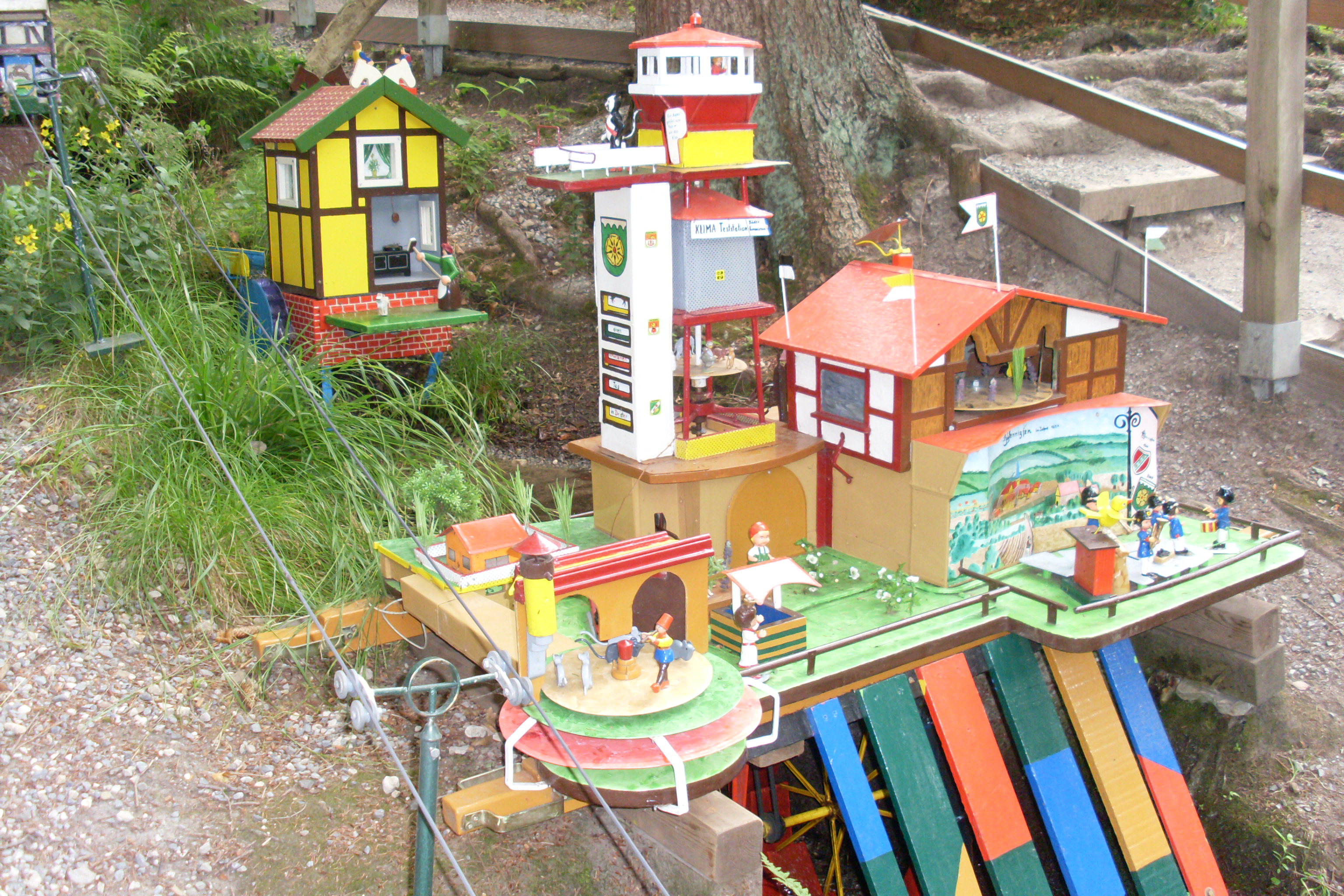
Wennigser Hotel

#### Wennigser Hotel
Das Wennigser Hotel ist das größte Modell der Anlage. Es zeigt Szenen des Wennigser Lebens, darunter den Wasserpark Wennigsen, kostümierte Mitglieder des historischen Freischießens sowie ein auf die 800-Jahr-Feier der Gemeinde Wennigsen hinweisendes Schild. Zudem war ein Glockenspiel verbaut, das die Melodie Es klappert die Mühle am rauschenden Bach spielt, früher jedoch eine andere Melodie intonierte. Das Modell wird auch Kneipp-Hotel genannt, nachdem Wennigsen einst Bemühungen unternahm, als Kneippkurort anerkannt zu werden. Es besteht aus rund 100 Einzelteilen, von denen es sich bei der Hälfte der Teile um bewegliche Teile des Antriebs handelt. Seit dem Frühjahr 2000 ist dieses Modell nach zehnjähriger Abwesenheit wieder Bestandteil der Wennigser Wasserräder. Es wurde zuvor anhand von Fotos rekonstruiert, wobei nicht nur die Trägerplatte, sondern zudem nahezu sämtliche Figuren ersetzt werden mussten.

#### Waldzirkus
Der Waldzirkus hat im Winter 2008/09 ein Kassenhäuschen erhalten.

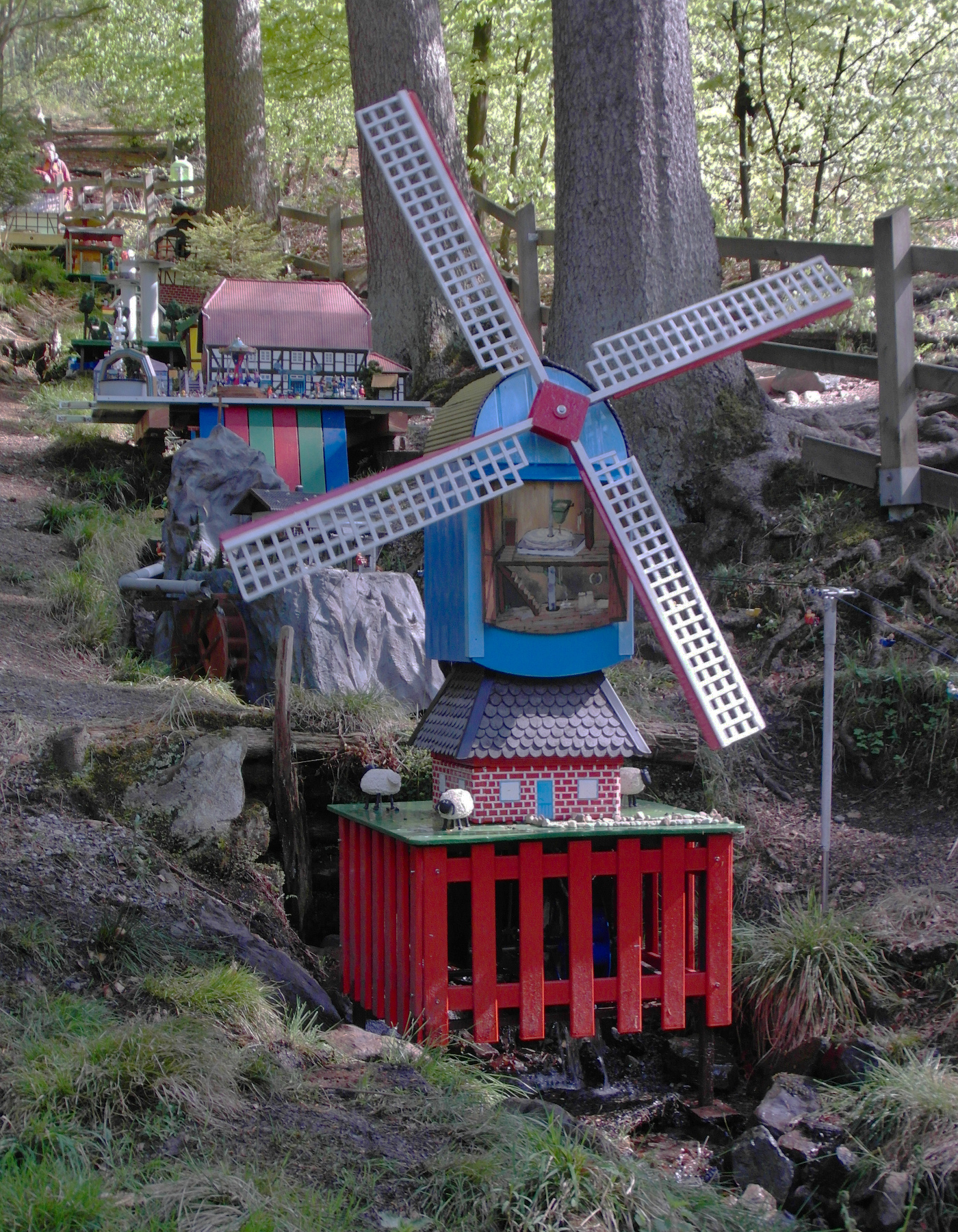
Die wassergetriebene Bockwindmühle

#### Bockwindmühle
Die Bockwindmühle war bereits Ende der 1990er Jahre zu sehen. Sie ist mit einem Maß von 1,90 Meter vom Sockel bis zur Flügelspitze das höchste Modell. Die Flügel des Modells haben einen Durchmesser von knapp zwei Metern.
Die Bockwindmühle kam 2007 bei Vandalismus zu Schaden. Im Winter 2007/08 erhielt sie wie auch im folgenden Winter einen neuen Farbanstrich.

#### Sessellift
Die Stationen der Seilbahn hießen in ihren Anfangsjahren Argestorf und Wilkenings Ruh. Das wohl längste Modell erforderte immer wieder Umrüstungen. Auch für die Saison 2010 erhielt die Seilbahn eine erneuerte Talstation sowie neue Rollen und Figuren.

#### Puppenstube
Die längere Zeit nicht gezeigte Puppenstube stammt aus den 1970er Jahren. Das aus Holz und Metall gefertigte Modell umfasst vier Zimmer, in denen sich diverse bewegliche Installationen befinden, und wurde im Sommer 2007 bei der Ausstellung im Heimatmuseum Wennigsens anlässlich des 50-jährigen Bestehens der Wennigser Wasserräder gezeigt.

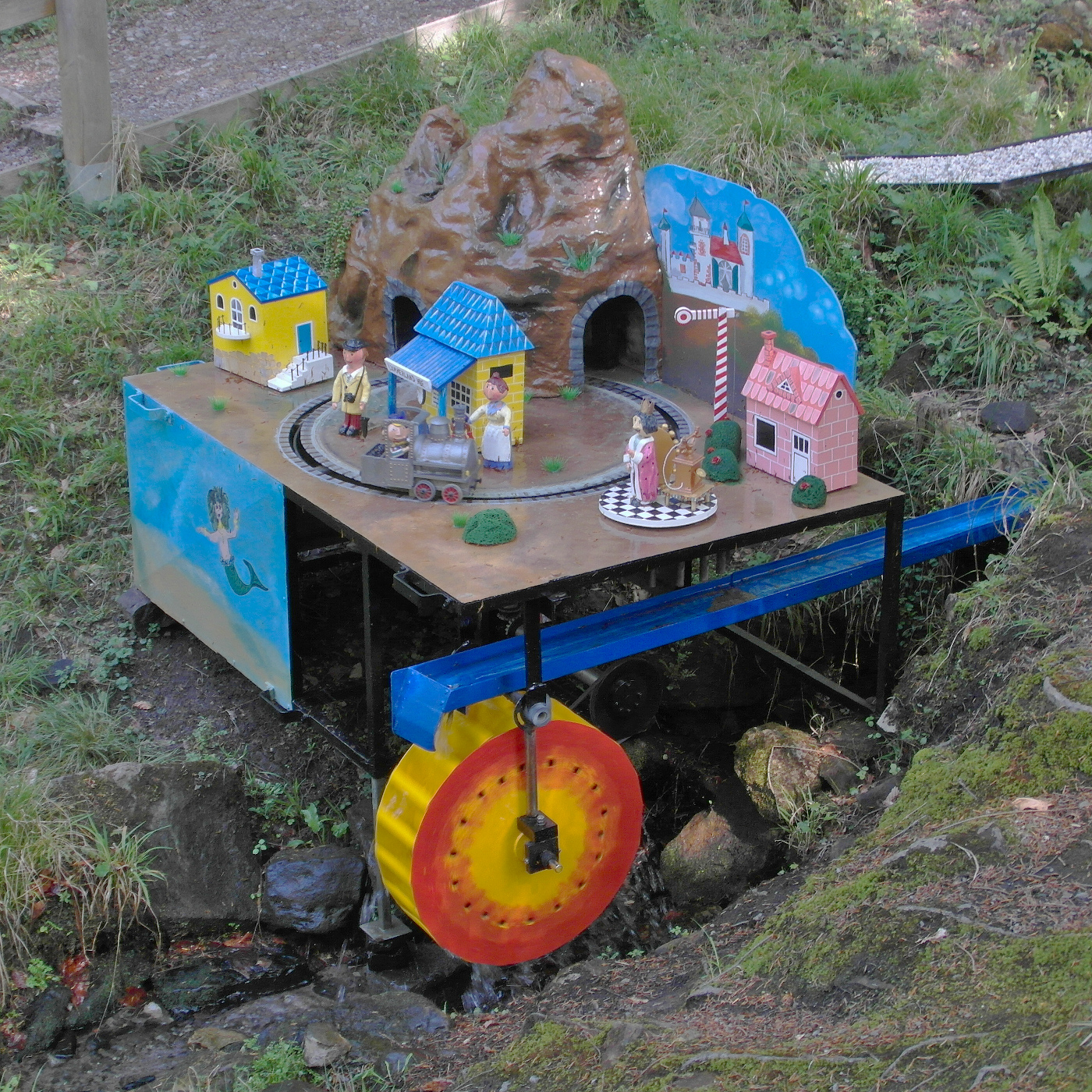
Lummerland

#### Lummerland (früher: Straßenbahnmodell)
Das Straßenbahnmodell stammt aus den späten 1970er Jahren und zeigte ein Fahrzeug der Deisterlinie 10 der Hannoverschen Verkehrsbetriebe üstra. Es war mit einem Gewicht von knapp 150 Kilogramm das schwerste der Wennigser Wasserräder.
Im Winter 2008/09 wurde das Modell umgebaut, so dass es nun als Lummerlandmodell mit Lukas dem Lokomotivführer, der Lokomotive Emma, Jim Knopf und Alfons dem Viertel vor Zwölften sowie den Häusern von Herrn Ärmel und Frau Waas mehrere Figuren der Augsburger Puppenkiste nach dem Werk Jim Knopf und Lukas der Lokomotivführer von Michael Ende zeigt.

#### Sesamstraße
Das Modell Sesamstraße, benannt nach der gleichnamigen Fernsehserie, welches Ernie, Bert, Oskar sowie das Krümelmonster zeigt, wurde im Jahr 2000 nach zwei- bis dreijähriger Entwicklungszeit erstmals der Öffentlichkeit präsentiert. Es wurde beim Großraum-Entdeckertag der Region Hannover vorgestellt. Für die Anfertigung des Modells wurden 400 Arbeitsstunden benötigt, die sich auf mehrere Jahre verteilten. Die Figuren des Modells wurden aus massivem Holz handgefertigt. Im Winter 2004/05 erhielt das Modell einen zusätzlichen Bewegungsablauf. Durch Vandalismus wurde das Modell 2007 beschädigt.

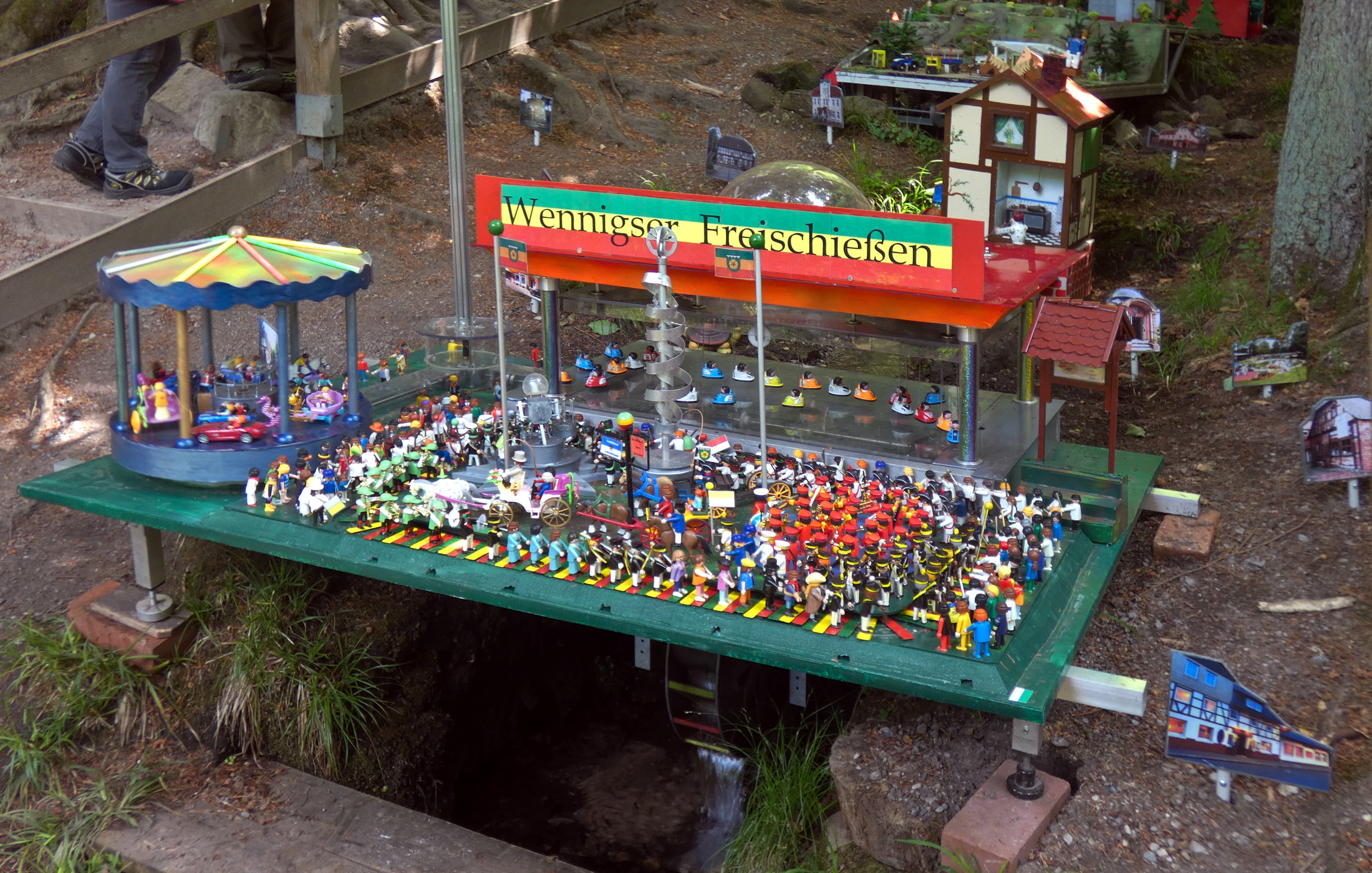
Wennigser Freischießen 2020

#### Wennigser Freischießen
Als Ersatz für das längere Zeit nicht gezeigte große Hotel entstand ein schon mehrfach umgestaltetes Modell mit Motiven des Wennigser Freischießens. Bis 2015 war das Motiv ein Biergarten vor dem Heimatmuseum, später ein Rummelplatz mit Autoscooter. Zur Saison 2020 wurde das Modell durch eine Nachbildung des Festumzugs im Wennigser Ortszentrum ersetzt.

#### Deistertürme (früher: Doppeldecker)
Das Modell eines Doppeldeckers wurde im Frühjahr 2004 erstmals am Bachlauf installiert. In diesem historischen Doppeldeckers befand sich Wenni, das Maskottchen der Wennigser Wirtschafts- und Gewerbeschau, als Pilot. Das Modell wurde vor der Installation am Bachlauf bei ebendieser Schau präsentiert. Die Bauzeit für das Modell betrug fünf Monate. Nach einigen Wochen in Wind und Wetter schleiften wegen der zu filigranen Aufhängung die Trümmer des Doppeldeckers über den Boden. Er wurde in späteren Saisons durch ein leichteres Flugzeug ersetzt. Spätestens seit 2017 bildet das Modell nur noch den auf dem Deisterkamm bei Wennigsen errichteten Flugsicherungsturm und eine Szene am Annaturm nach.

#### Wiese mit Tieren
Das Modell Bauernhof oder Wiese mit Tieren stammt aus dem Jahr 1974. Das kompakte Modell wurde nur mit mehrjährigen Pausen aufgebaut. Das Modell und all seine Figuren stammen mittlerweile aus dem 3D-Drucker.

## Regelmäßige Veranstaltungen
Seit 1957 werden die Wasserräder in jedem Frühjahr am Bachlauf aufgebaut und am letzten Samstag im April mit einer Festveranstaltung offiziell eröffnet, am letzten Freitag im September werden sie abgebaut und während des Winters restauriert. Jährlich drehen sich die Wasserräder in 3600 Stunden bis zu sieben Millionen Mal und werden dabei von rund 20.000 bis 25.000 Gästen, also etwa 130 bis 160 Gästen täglich, besucht. Im Jahr 2008 wurden 40.000 Besucher gezählt. Damit stellen die Wasserräder das meistbesuchte Ausflugsziel in Wennigsen dar. Allein bei der jährlichen Eröffnung im Frühjahr können rund 1000 Besucher gezählt werden. Traditionell wird die Eröffnungsfeier vom Musikzug der Wennigser Feuerwehr sowie von Vertretern der Kommunalpolitik begleitet.
Bei der Eröffnung der Jubiläumssaison am 28. April 2007 waren Bürgermeister Christoph Meineke sowie die stellvertretende Regionspräsidentin Doris Klawunde neben rund 1000 Gästen anwesend.
Am 25. August 2007 fand anlässlich der 50-Jahr-Feier ein Lichterfest statt, das die Wennigser Wasserräder nach Einbruch der Dunkelheit durch 800 Teelichter erleuchtet zeigte.
Die Veranstaltung wurde jährlich im August wiederholt.
Im Rahmen der traditionellen Deisterwanderung werden Führungen entlang der Modelle angeboten.

## Medien
Günter Rösinger drehte 2004 einen Kurzfilm zum Thema „Bewegung“ für eine Video-AG in Hannover-Ricklingen, der die Wennigser Wasserräder zeigt.
Frank Wenzel veröffentlichte 2005 eine 170 Seiten starke Chronik über die Wennigser Wasserräder, für die Helmut Kathöwer von 1998 bis zu seinem Tod im Jahr 2003 die Vorarbeit leistete.
Vom 19. August 2007 bis zum 28. September 2007 wurde eine Ausstellung im Wennigser Heimatmuseum über die vergangenen 50 Jahre der Wennigser Wasserräder veranstaltet.
Im Juli 2018 berichtete RTL Nord in der Reihe Mein Verein über die Wasserräderbastler.

## Trivia

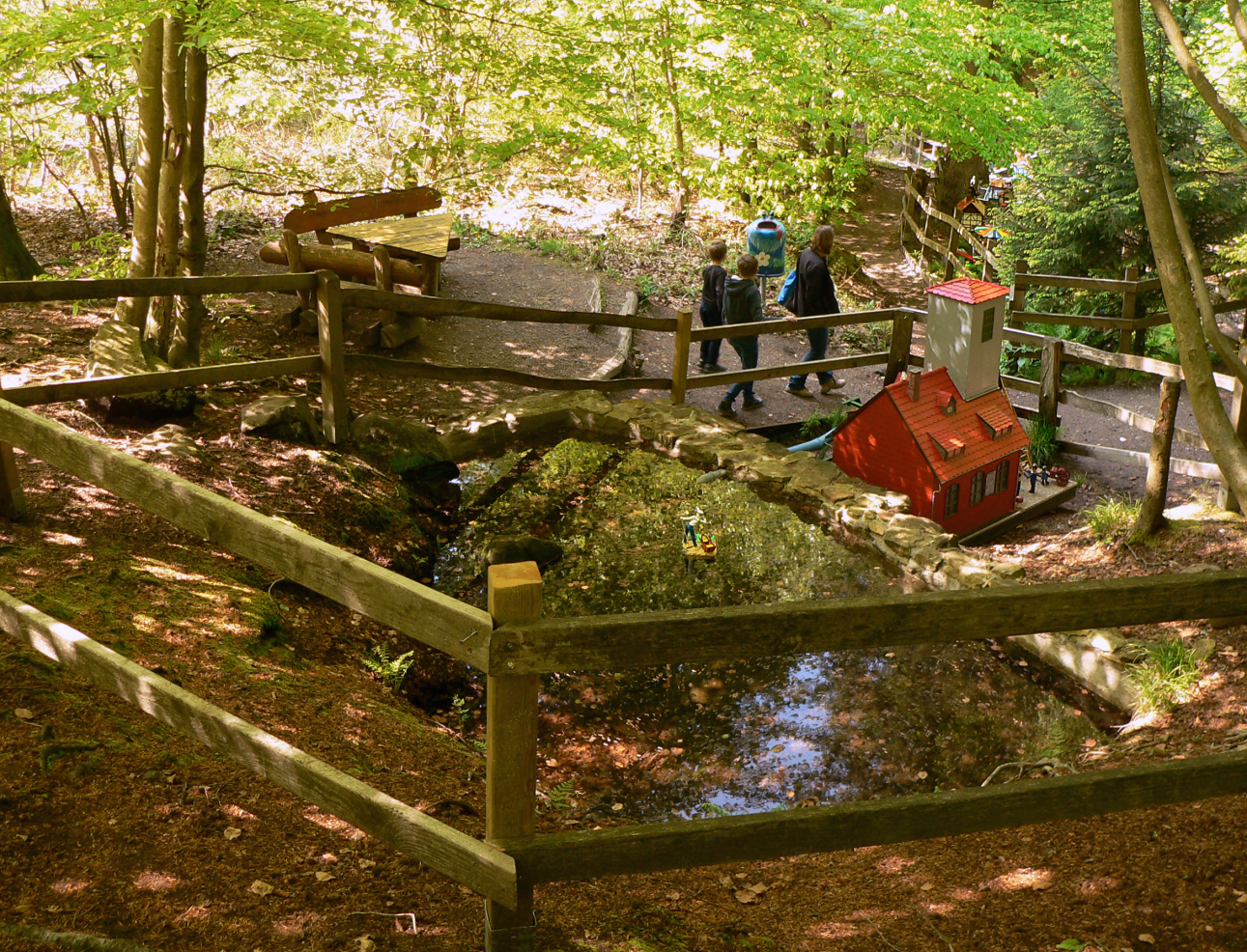
Quellteich an der Feldbergquelle

Als Aprilscherz kündigte eine regionale Zeitung 1970 an, dass auf dem Quellteich an der Feldbergquelle am 60. Jahrestag des Untergangs am 12. April 1972 der Stapellauf eines Nachbaus der Titanic bevorstehe. Das Schiff sollte nach seiner Fertigstellung Touristikkreuzfahrten auf dem etwa 0,0005 ha großen, schiffbaren Gewässer unternehmen, allerdings nur in den Sommermonaten, um dem Risiko einer Kollision mit Eisbergen vorzubeugen.